# Bitwa pod Abu-Kru
Bitwa pod Abu-Kru została rozegrana 19 stycznia 1885 roku na pustynnych terenach Wielkiego Łuku Nilu w Sudanie pomiędzy tzw. Korpusem Pustynnym wydzielonym z sił ekspedycji ratunkowej gen. Wolseleya i dowodzonym przez gen.bryg. Herberta Stewarta, a siłami powstańczymi, wysłanymi przez Mahdiego celem powstrzymania ekspedycji w jej marszu w stronę oblężonego Chartumu, w dwa dni po bitwie tych samych formacji pod Abu-Klea. Anglicy odnieśli zwycięstwo, choć Stewart został śmiertelnie ranny.
Wysłanie Korpusu Pustynnego było spowodowane przekonaniem Wolseleya, że siły piesze szybciej przetną łuk Nilu i dotrą z pomocą Chartumowi niż płynące w górę rzeki kanonierki z resztą sił ekspedycji, które musiały pokonywać rozliczne trudności od katarakt na trasie, po spodziewany ostrzał przez mahdystów, którzy po opanowaniu Berbery panowali nad brzegami rzeki.
Do starcia doszło na pustyni, na skraju doliny Nilu. Stewart ponownie zastosował ustawienie swej piechoty w czworobok osłaniający wielbłądy, wielbłądników i konie, który - nieustannie atakowany - posuwał się wytrwale naprzód. Gwałtowne ataki mahdystów załamywały się w ogniu doskonalszej broni Brytyjczyków. Mahdystom nie udało się rozerwać czworoboku i zostali  pokonani.
Dowodzący po śmierci Stewarta kolumną pułkownik Charles Wilson dotarł do brzegu rzeki, gdzie oczekiwały go dwie kanonierki flotylli Wolseleya. Wilson załadował na jedną z nich nieco symbolicznej pomocy żywnościowej i ruszył w kierunku Chartumu, gdzie dotarł 28 stycznia, ale było to już w dwa dni po szturmie, zdobyciu miasta przez wojska Mahdiego i śmierci Gordona.